# Вільям Макрейвен
Вільям Гаррі Макрейвен (англ. William Harry McRaven; нар. 6 листопада 1955, Пайнгерст, Мур, Північна Кароліна) — американський воєначальник, адмірал Військово-морських США (2011), командувач Командування спеціальних операцій США (2011—2014), Об'єднаного Командування спеціальних операцій (2008—2011). Учасник війн в Перській затоці, Іраку та Афганістані.

## Біографія
Вільям Гаррі Макрейвен народився 6 листопада 1955 у маленькому містечку Пайнгерст в окрузі Мур, штату Північна Кароліна, в родині колишнього пілота винищувача «Спітфайера» часів Другої світової війни, полковника Клода Макрейвена.
Військова кар'єра
- 8 червня 1977 — енсін
- 8 червня 1979 — молодший лейтенант
- 1 липня 1981 — лейтенант
- 1 січня 1987 — лейтенант-командер
- 1 вересня 1991 — командер
- 1 вересня 1998 — капітан
- 1 серпня 2004 — контр-адмірал молодший
- 23 липня 2006 — контр-адмірал старший
- 13 червня 2008 — віцеадмірал
- 8 серпня 2011 — адмірал

Вищу освіту здобув у 1977 в Остінському Університеті Техасу зі ступенем бакалавр журналістики. Освітньо-кваліфікаційний рівень магістра отримав в Академії післядипломної освіти Військово-морських сил у Монтереї.
Вільям Макрейвен розпочав військову службу у липні 1977 року курсантом школи фахівців підводного мінування на базі ВМС США Коронадо, у Каліфорнії. Надалі за усе своє життя Макрейвен пройшов усі ступені сходинок військової кар'єри у силах морських спеціальних операцій. 1978 року призначений заступником командира окремої групи SEAL 1-ї групи спецоперацій. У лютому 1980 став начальником розвідки цього загону, а через два роки командиром однієї з бойових диверсійних груп. Молодим офіцером спецпідрозділу «Морських котиків», легендарної особливої групи SEAL Team 6 під командуванням командера Річарда Марчінко, Макрейвен брав участь у спеціальних операціях ВМС США в зоні Тихого океану. Одного разу, отримавши від командира наказ «сумнівного змісту», лейтенант відмовився його виконати, після чого став незаперечним авторитетом у загоні SEAL.
У подальшому служив на різних командних та штабних посадах у морському спецназі. Брав участь у виробленні робочих принципів стратегії національної безпеки, національної стратегії по боротьбі з тероризмом, і основних положень офіційної політики уряду США по переговорах з терористами і звільненню заручників. 2001 року він увійшов до Ради національної безпеки США, а в 2003 році очолив спецпідрозділ Оперативну групу 121, яка брала участь у захопленні іракського диктатора Саддама Хусейна. Очолювані ним підрозділи провели сотні спецоперацій, в ході яких були затримані або ліквідовані терористи, повідомляла газета Washington Post.
25 лютого 2008 року Макрейвен був номінований на посаду командувача Об'єднаного командування спеціальних операцій, одного з ключових відомств з проведення таємних спеціальних операцій проти глобального тероризму. 13 червня 2008 року вступив у посаду, в якій перебував до 10 червня 2011 року.
6 квітня 2011 року віцеадмірал В. Макрейвен за особистим клопотанням Президента США Барака Обами представлений до звання повного адмірала і головним кандидатом на посаду дев'ятого командувача Командування спеціальних операцій США. 30 червня, після слухань у Комітеті Сенату США зі збройних сил кандидатура Макрейвена була схвалена. 8 серпня 2011 року він розпочав виконувати свої поточні обов'язки.
За свідоцтвами офіційних представників Макрейвен виконував ключову роль в підготовці, організації і виконанні операції «Спис Нептуна» — спеціальній операції «морських котиків», що призвела до смерті Осами бін Ладена. Директор ЦРУ Леон Панетта особисто доручив організацію атаки Макрейвену, який працював майже суто в контртерористичних операціях і розробці стратегії з 2001 року.
Згідно з The New York Times: "У лютому містер Панетта викликав віцеадмірала Вільяма Макрейвен — командувача Об'єднаного командування спеціальних операцій Пентагону — до штаб-квартири ЦРУ в Ленглі, щоб проінформувати його про схованку розшукуваного бен Ладена і початок підготовки військової операції. Адмірал Макрейвен — ветеран секретного світу, який написав книгу про американські сили спеціальних операцій — тижнями працював з ЦРУ над операцією, і запропонував три варіанти дій: атака на вертольотах за участю «морських котиків», бомбовий удар бомбардувальниками B-2, який знищив би укриття, або спільний рейд із пакистанськими спецслужбами, яким повідомили б про операцію за кілька годин до її початку. За день до операції Обама відлучився ввечері з репетиції кореспондентського вечора в Білому домі і зателефонував адміралу Макрейвену, щоб побажати того удачі.
17 травня 2014 року прочитав натхненну промову перед випускниками Техаського університету, що увійшла до скарбниці мотивуючих текстів від американських лідерів для наступних поколінь, поряд із аналогічними промовами Стіва Джобса, Арнольда Шварценеггера тощо.